# Гарибджанян, Баграт Бегларович
Баграт Бегларович Гарибджанян (арм. Բագրատ Բեգլարի Ղարիբջանյան, 22 мая 1890, Багарлу, Эриванская губерния — 14 августа 1920, Эривань) — армянский революционер-большевик.

## Биография
В 1905 году окончил Игдырское городское училище. Преподавал в селах Сурмалинского уезда, сотрудничал в ряде большевистских газет.
Член РСДРП (б) с 1917 года, состоял в Александропольской организации РСДРП, а с декабря 1917 года по май 1918 года был её руководителем. В начале 1919 года был избран секретарем Александропольской подпольной большевистской организации.
Один из лидеров Майского восстания в Армении (1920). После поражения восстания вместе с другими его лидерами был расстрелян дашнаками.
Похоронен в Английском (Театральном) парке в Ереване.
Отец Геворга Гарибджаняна, армянского советского историка и государственного деятеля.
Имя Баграта Гарибджаняна с 1935 года носит село в Ширакской области Армении (до переименования Александровка).